# Alfred G. Allen

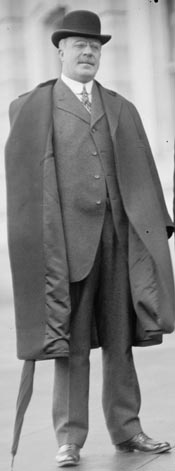
Alfred G. Allen

Alfred Gaither Allen (* 23. Juli 1867 in Wilmington, Ohio; † 9. Dezember 1932 in Cincinnati, Ohio) war ein US-amerikanischer Politiker der Demokratischen Partei. Vom 4. März 1911 bis zum 3. März 1917 war er Mitglied des Repräsentantenhauses der Vereinigten Staaten für den 2. Kongressdistrikt des Bundesstaates Ohio.

## Leben
Allen wurde auf einer Farm in Wilmington geboren. Dort schloss er 1886 auch die High School ab. 1890 beendete er sein Jura-Studium an der University of Cincinnati. Während seiner Studienzeit war er Mitglied von Phi Delta Phi. 1890 wurde er als Rechtsanwalt in Cincinnati zugelassen. Von 1906 bis 1908 war er Mitglied des Stadtrates von Cincinnati.
1910 wurde Allen als Vertreter des 2. Distrikts von Ohio ins US-Repräsentantenhaus gewählt. Dort saß er bis 1917, als er freiwillig aus dem Kongress ausschied. Fortan war er wieder als Anwalt tätig. 1920 war er Delegierter bei der Democratic National Convention in San Francisco. Zwischen 1925 und 1926 amtierte er als Präsident des Anwaltsvereins in Cincinnati. 1932 starb Allen in Cincinnati. Er wurde auf dem Sugar Grove Cemetery in seiner Geburtsstadt beigesetzt.
Allen war mit Clara B. Forbes verheiratet. Gemeinsam hatten beide zwei Kinder.